# Comté de Miami (Ohio)
Pour les articles homonymes, voir Comté de Miami.
Le comté de Miami (en anglais : Miami County) est un comté américain situé dans l'ouest de l'État de Ohio. Il compte 102 506 habitants en 2010. Son siège est Troy.

## Comtés adjacents
Les comtés adjacents au comté de Miami sont le comté de Shelby au nord, le comté de Champaign au nord-est, le comté de Clark au sud-est, le comté de Montgomery au sud et le comté de Darke à l'ouest.